# Petrálona (ort i Grekland, Epirus)
Petrálona (Petralona) är en ort i Grekland.   Den ligger i prefekturen Nomós Ioannínon och regionen Epirus, i den nordvästra delen av landet, 300 km nordväst om huvudstaden Aten. Petrálona ligger 696 meter över havet och antalet invånare är 126.
Terrängen runt Petrálona är huvudsakligen kuperad, men den allra närmaste omgivningen är platt.Runt Petrálona är det tätbefolkat, med 319 invånare per kvadratkilometer. Närmaste större samhälle är Ioánnina, 9,6 km öster om Petrálona. Omgivningarna runt Petrálona är en mosaik av jordbruksmark och naturlig växtlighet.